# Friends
Friends va ésser una comèdia de situació estatunidenca, creada i produïda per Marta Kauffman i David Crane. Es va emetre per primera vegada el 22 de setembre de 1994 per la cadena NBC i va acabar el 6 de maig de 2004. Tracta sobre la vida d'un grup d'amics —Rachel, Ross, Chandler, Joey, Monica i Phoebe— que resideix a Manhattan, Nova York. Se succeeixen tant bons com mals moments però amb una crítica còmica als temes més transcendentals de l'actualitat. Immediatament després de l'èxit al seu país, va començar la seva difusió arreu del món amb resultats semblants.
La sèrie està composta de deu temporades d'uns vint-i-quatre capítols, excepte la darrera, que va tenir-ne divuit. Un cop finalitzada es va rodar Joey, una sèrie derivada sobre la vida del personatge homònim a Los Angeles. També va tenir un petit crossover amb la sèrie Mad About You, quan Jamie i Lisa entren al Central Perk confonent Phoebe Buffay amb sa germana bessona Ursula.

## Trama
La història comença amb cinc amics (Chandler, Monica, Joey, Phoebe i Ross) conversant en una cafeteria i posteriorment el sisè (Rachel). Aquesta trobada dins de la cafeteria marca el començament d'una comèdia basada en l'amistat, els triomfs i caigudes, l'amor, el passat i el futur d'un grup d'amics a la ciutat de Nova York. Rachel ve d'abandonar a l'altar a qui seria el seu marit i ha escapat de sa vida de nena rica per a entrar en un món on s'ha de fer càrrec de les seves pròpies necessitats, tot cercant el suport de la seva única amiga a la ciutat, Monica. Decideix restar al seu apartament i començar una vida normal. Ross, que sempre havia estat enamorat d'ella, troba una nova oportunitat de conquerir-la després del seu matrimoni fallit amb Carol. La seva temptativa no és en va, però, entre començaments i ruptures en Ross i la Rachel hauran d'esperar deu anys per a estar junts definitivament, passant per ses vides dues ruptures, una reconciliació, un casament, un divorci i una filla anomenada Emma.
Tot i estar latent durant tota la sèrie l'amor entre en Ross i la Rachel, aquest no roba protagonisme al veritable sentit desenfrenat de la sèrie on cada un pot presentar un matís complet de cites, festejos i matrimonis. Una altra parella que sí que va aconseguir concretar d'una manera més ràpida la seva relació van ésser en Chandler i la Monica, qui després d'haver passat desenganys i amors trencats van trobar que la parella perfecta eren ells mateixos i després d'un temps amagant la seva relació, finalment va sortir a la llum, arribant a casar-se en la setena temporada.
El toc més purament humorístic l'hi atorguen la Phoebe i en Joey, qui en la sèrie deixen a entendre moltes vegades que podria sorgir un romanç entre ells, i fins i tot hi ha casos on la Phoebe diu que acabarien junts. Finalment això no succeeix, la Phoebe acaba feliçment casada amb en Mike Hannigan (Paul Rudd) i en Joey fa cap a Hollywood a realitzar-hi el seu somni de convertir-se en una veritable estrella.
Durant les 10 temporades de la sèrie, els personatges evolucionen personal i professionalment. Ross té un fill amb la primera esposa (Ben) i després en tindrà un altre amb la Rachel (Emma). Phoebe farà de mare de lloguer i tindrà tres fills pel seu germà, Franck Jr. (Giovanni Ribisi). Monica i Chandler adopten una bessonada (Erica i Jack) en l'última temporada.

## Protagonistes

### Els sis amics
Aquests són els sis amics de la sèrie Friends:
- Rachel Karen Green (Jennifer Aniston): amiga de la Monica des de la infància (però no es veien des de feia més de cinc anys). És filla del Dr Leonard Green i la Sandra Green (actualment divorciats), va passar tota la seva infantesa essent consentida, per ésser filla de pares rics. Té dues germanes, la Jill i l'Amy, tan consentides com ella. En la primera temporada, decideix abandonar la seva bona vida i dedicar-se a treballar per a guanyar el seu propi sou. Així i tot, de vegades li surt la nena consentida que porta al seu interior. Va començar treballant de cambrera a Central Park, però de mica en mica aconsegueix introduir-se en el món de la moda, la seva veritable passió. És extremadament maldestra, i és incapaç de concentrar-se en alguna cosa que no li interessi, a més a més, té el defecte de canviar tot regal que se li dona. Ha tingut diferents xicots en la sèrie, entre els quals destaca en Bruce Willis. Però el seu veritable amor va ésser en Ross, amb qui va tenir una filla, Emma.

- Ross Eustace Geller (David Schwimmer): és el germà gran de la Monica. És doctor en paleontologia. Va començar treballant en un museu i va acabar de professor a la Universitat de Nova York. És el més culte i intel·ligent, arribant a avorrir la resta amb les seves llargues lliçons. Es va divorciar de la Carol, estant embarassada del seu futur fill Ben, quan va descobrir que ella era lesbiana. Des de llavors, se li dona fatal festejar amb les noies. Es va tornar a casar amb una anglesa anomenada Emily, però es van divorciar ràpidament, perquè quan estava a l'altar es va equivocar de nom, esmentant el de la Rachel. Es va casar una tercera vegada amb la Rachel durant una borratxera a Las Vegas i de nou se'n va divorciar. Posteriorment van tenir una filla, Emma. Quan la Rachel va decidir mudar-se a França, es va adonar que l'estimava de veritat, així que la va anar a cercar a l'aeroport. Quan en torna sense la Rachel, escolta un missatge d'ella que deia que l'estimava. En el mateix capítol la Rachel torna i es reconcilien.

- Monica E. Geller (Després Monica E. Geller Bing) (Courteney Cox): és germana d'en Ross, viu a l'apartament on vivia sa àvia. De petita era obesa però es va aprimar en la seva adolescència quan en Chandler va dir que era grossa. És cuinera professional, treballa en diversos restaurants al llarg de la sèrie. La Monica es caracteritza per la seva obsessió per l'ordre i la neteja. També és summament competitiva i eficient en qualsevol cosa que fa. La major part de les festes o sopars especials es fan al seu apartament, perquè li agrada molt ésser l'amfitriona, en la setena temporada es casa amb en Chandler Bing, amb qui acaba adoptant bessons, una nena anomenada Erica en honor de la mare dels bessons i un nen anomenat Jack en honor del pare de la Monica, Geller.

- Chandler Muriel Bing (Matthew Perry): company d'habitació d'en Ross durant la universitat. És el sarcàstic del grup, té aqueixa forma d'ésser a causa de la seva traumàtica infància, amb un pare homosexual, que després de divorciar-se de la seva dona seria el protagonista d'un show per a drag-queens a Las Vegas anomenat Viva Las Gaygas. Des d'aleshores, fa servir el sarcasme i la ironia per a riure-se'n de tots i de tot com un mecanisme de defensa. Odia el Dia d'Acció de Gràcies, atès que va ésser en aquest dia quan sos pares li van dir que es divorciaven; també odia el seu treball, que consisteix a l'anàlisi estadística i reconfiguració de dades, treball en què acaba renunciant per a exercir-se en el que veritablement li agrada: la publicitat. En la setena temporada es casa amb la Monica Geller, amb qui acaba adoptant bessons.

- Joseph "Joey" Francis Tribbiani (Matt LeBlanc): prové d'una família italoamericana, és el més gran dels vuit germans, sent-ne ell el sol home. És el menys intel·ligent del grup i sempre triga a entendre el que li diuen. Es guanya la vida com a actor, protagonitzant d'anuncis fins a pel·lícules, passant pel seu major èxit, la sèrie Days of our Lives. És aficionat dels Knicks. És un faldiller, tenint multitud de romanços. Igual que la Monica, adora el menjar, tot i que ell no és tan llepafils, el seu menjar favorit són els sandvitxos i odia compartir el seu menjar. S'enamora de la Rachel, però la seva relació no dura més que una setmana a causa de com de difícil que resultava, perquè Rachel acabava de tenir un nadó amb en Ross Geller i hi havia una enorme història entre ells.

- Phoebe Buffay (després Phoebe Buffay Hannigan) (Lisa Kudrow): és la més distreta del grup. També és qui va tenir la infància més dura. Sa mare biològica va abandonar-la, juntament amb sa germana bessona, Ursula, amb qui no parla regularment. Sa mare adoptiva es va suïcidar quan elles eren adolescents. Demés, llur pare biològic les va abandonar i llur padrastre va anar a presó, per la qual cosa va acabar vivint al carrer. És una mica boja i rara i no dubta a demostrar-ho. Considera normals coses que els altres veuen de folls. Malgrat haver hagut de viure al carrer robant, és molt innocent i molt afectuosa amb els seus amics, sempre hi és quan ells la necessiten. És vegetariana i estima tot ésser vivent i, fins i tot, éssers no vivents. Va exercir de mare de lloguer perquè som mig germà, en Frank Buffay Jr, no podia tenir fills amb la seva dona, l'Alice Knight, molt més gran que ell, a principis de la cinquena temporada, la Phoebe va donar a llum els trigèmins: Frank Jr., Leslie i Chandler. La Phoebe es guanya la vida com a massatgista, però també gaudeix de compondre cançons i tocar-les acompanyada de la seva guitarra a Central Park. En la desena temporada es casa amb en Mike Hannigan (Paul Rudd).

### Personatges secundaris
- Gunther (James Michael Tyler): administrador del cafè-bar Central Park, on assisteixen els sis amics. Està enamorat de la Rachel.
- Janice (Maggie Wheeler): ex-xicota d'en Chandler, coneguda per la seva frase Oh, My God!. També va sortir amb en Ross.
- Jack Geller (Elliott Gould): pare d'en Ross i la Monica.
- Judy Geller (Christina Pickles): mare d'en Ross i la Monica.
- Ben Geller (Cole Sprouse): fill d'en Ross i la Carol
- Mike Hannigan (Paul Rudd): xicot i marit de la Phoebe.
- Richard Burke (Tom Selleck): un dels xicots que té la Monica durant la sèrie.
- Carol Willick (Jane Sibbett): mare del Ben Geller, exmuller del Ross Geller, casada amb la Susan Bunch.

## Resum de cada temporada

### Primera temporada
La Phoebe, en Chandler, en Joey i els germans Ross i Monica, són uns joves d'uns vint anys, que viuen a Nova York i que sempre es reuneixen al mateix bar, el Central Perk. En Ross acaba de saber que la Carol, la seva dona, és lesbiana i estan iniciant el procés de divorci. De cop apareix la Rachel Green, una noia rica i antiga amiga de la Monica, vestida de núvia. Acaba d'escapar-se del seu casament amb el Dr. Barry Farber. La Rachel es trasllada a l'apartament de la Monica i es posa a treballar de cambrera al Central Perk. L'ex dona d'en Ross li confessa que està embarassada i que vol criar la criatura amb la seva nova parella, la Susan. En Joey i en Chandler comparteixen apartament, davant el pis de la Monica.
En Ross ha estat enamorat de la Rachel des de secundària. Durant la temporada ell vol mostrar-li els seus sentiments, mentre que en Chandler i en Joey l'animen perquè se n'oblidi. En Ross va de viatge a la Xina i tots els altres celebren l'aniversari de la Rachel. En Chandler, accidentalment, revela a la Rachel que en Ross està enamorat d'ella i ella decideix començar una relació amb en Ross, així que va a rebre'l a l'aeroport.

### Segona temporada
Sense saber que la Rachel estava interessada en ell, en Ross va començar una relació amb la Julie, que va conèixer durant el viatge a la Xina. La Rachel no va tolerar massa la Julie precisament perquè estava sortint amb en Ross. Un dia en què la Rachel tenia una cita arranjada per la Monica i beu una mica de més, li va deixar un missatge a en Ross en el seu contestador on li va dir que ja l'havia oblidat. En Ross va escoltar el missatge i va entrar en una veritable confusió sobre els seus sentiments. Ell i la Rachel aviat es van fer el seu primer petó. En Ross es va veure obligat a triar entre la Rachel i la Julie, per la qual cosa va decidir fer una llista sobre les dues. Al final va decidir que s'estimava la Rachel i va trencar amb la Julie. Malauradament, la Rachel va descobrir la llista de coses dolentes i rebutja en Ross. No obstant això, els amics van decidir veure el vídeo del ball de graduació de la Rachel i la Monica. La Rachel va ésser-hi plantada per en Xip i en Ross va decidir portar-la-hi, però mentre s'estava preparant, la Rachel ja se n'estava anant amb en Xip. Després de veure el vídeo, en Ross va semblar destrossat, així que la Rachel s'hi va acostar, li feu un petó i el va perdonar. Després d'això van començar a sortir. En Joey va obtenir el paper del Dr Drake Ramoray en el repartiment de Days of Our Lives i va guanyar prou diners per a mudar-se de l'apartament que compartia amb en Chandler. En la seva absència, en Chandler va llogar la seva habitació a un "maniàtic", anomenat Eddie. Quan en Joey va assegurar en una entrevista que ell mateix escrivia el seu guió, els veritables escriptors van decidir matar el seu personatge fent-lo caure d'un ascensor. Abatut, en Joey va tornar al seu apartament amb en Chandler, prèviament enganyant Eddie per a desfer-se'n. La Phoebe va trobar el seu mig germà Frank, mentre cercava son pare i van començar a relacionar-se. La Monica va començar a sortir amb el Dr Richard Burke (Tom Selleck), un oftalmòleg amic de sos pares i molt més gran que ella, però van decidir acabar quan en Richard li va dir que no desitjava tenir fills. En Chandler va decidir conèixer la dona amb qui va estar parlant per Internet, que li va dir que creia que el seu marit l'enganyava amb la seva secretària, i quan la va veure, va saber que era la Janice, i es besen.

### Tercera temporada
La Rachel va canviar el seu treball de cambrera a Central Perk per un a Bloomingdale's. En Ross estava convençut que el nou company de treball, en Mark, volia sortir amb ella i es va posar molt gelós. La tensió en la seva relació va arribar al seu punt fulminant el dia del seu aniversari, en què la Rachel va suggerir que era millor que es prenguessin un descans de la relació. Després que sentís en Mark darrere d'una trucada amb la Rachel, en Ross va assumir que ella també tenia alguna cosa amb el seu company. Desesperat i sota la influència de l'alcohol, va dormir amb la noia de les fotocopiadores. Quan la Rachel li va comentar per telèfon que volia que tornessin, ell va tractar de salvar la relació tractant que la noia de les fotocopiadores no en comentés res, sobre l'aventura. Però la Rachel se'n va assabentar i després d'una nit intensa finalment van trencar. Els restants quatre amics estaven tancats a l'habitació de la Monica durant tota la baralla.
La Monica va aconseguir una feina en un restaurant dels cinquanta on havia de dur perruca rossa i pits sintètics. De seguida, va començar a sortir amb un client que era milionari. La Monica no es va sentir atreta per ell, però finalment, quan es van besar, va començar a semblar-li atractiu. Després en Pete (el nou xicot de la Monica) es va inscriure en un campionat de baralla. Va ésser molt colpejat a cada sessió, però es va prometre no parar fins a guanyar. La Monica no va suportar veure'l ferit i va decidir trencar-hi.
En Chandler va tornar a trencar amb la Janice, perquè ella continuava enamorada del seu marit, del qual estava a punt de separar-se. Ell i en Joey van comprar un pollastre i un ànec com a mascotes.
La Phoebe va conèixer una dona anomenada Phoebe també, que sabia la veritat sobre sos pares. La Phoebe va convidar els seus amics a anar a una casa a la platja amb ella, perquè és en aqueix lloc on vivia l'altra Phoebe. La Rachel es va trastornar quan en Ross començà a sortir amb la Bonnie (una noia que va conèixer per mitjà de la Phoebe), que inesperadament també va ésser amb ells. La Rachel no estava molt feliç per culpa d'això i va persuadir la Bonnie perquè es tallés els cabells, i així en Ross, quan la veiés, la trobés menys atractiva. La Rachel i en Ross van discutir per culpa d'això, però van començar a sentir una altra vegada que n'estaven enamorats. Mentrestant, es va revelar que la vella Phoebe era la veritable mare de la Phoebe. La temporada va acabar quan en Ross va decidir quedar-se amb la Rachel i acabar amb la Bonnie.

### Quarta temporada
A l'estrena de la quarta temporada, en Ross i la Rachel es reconcilien breument després que en Ross fingís llegir una llarga carta que la Rachel va escriure per a ell. Tot i això, en Ross continua insistint que tots dos estaven en un descans i, per tant, trenquen de nou. En Joey surt amb la Kathy, una noia de la qual Chandler s'enamora. La Kathy i en Chandler es fan un petó, fet que provoca un conflicte entre el Chandler i el Joey. En Joey perdona a en Chandler només després de fer-lo passar un dia sencer dins d'una caixa com a càstig. La Phoebe es converteix en una mare substituta per a ajudar a son germà i a la seva dona Alice. La Mònica i la Rachel es veuen obligades a canviar els apartaments amb en Joey i el Chandler després de perdre una aposta en un joc de preguntes, però s'apanyen per a poder tornar subornant-los amb unes entrades de temporada per als Kniks i un petó d'un minut entre les noies. En Ross comença a sortir amb una noia anglesa anomenada Emily i al final de la temporada planejen la seva boda a Londres. Un cop a Londres, el dia abans de la boda d'en Ross, el Chandler i la Mònica dormen junts. La Rachel decideix assistir a la boda d'en Ross i l'Emily. En dir els seus vots, en Ross diu el nom equivocat a l'altar, per a sorpresa de la seva núvia i els invitats.

### Episodi especial: "The Reunion"
El 27 de maig del 2021 es va emetre a HBO un episodi especial anomenat «The Reunion» amb tots els personatges de la sèrie i molts convidats famosos.